# Zunigbach
Der Zunigbach oder Ganzbach  ist ein Bach in der Gemeinde Matrei in Osttirol (Bezirk Lienz). Er entspringt an der Nordostseite der Lasörlinggruppe und mündet zwischen Ganz (Gemeinde Matrei in Osttirol) und Waier (Gemeinde Matrei in Osttirol) von rechts in die Isel.

## Verlauf
Der Zunigbach entspringt westlich der Zunigalm (Ortsteil Ganz) und fließt in nördlicher Richtung talwärts. Der Bach fließt zunächst durch dicht bewaldetes Gebiet, bevor er westlich an den Höfen Lampeter und Niggler vorbeifließt. Hier besteht eine Entnahmestelle für eine Mühle. In der Folge biegt der Zunigbach in nordöstlicher Richtung ab und fließt durch immer spärlicher bewaldetes Gebiet, wobei die Uferbewalddung zunächst am linken Ufer und im Bereich der Hauptsiedlung von Ganz schließlich ganz verschwindet. Der Zunigbach durchquert den Ort Ganz in nördlicher Fließrichtung und biegt danach nach Osten ab, wo er zwischen Ganz und Waier in die Isel mündet.

## Namensherkunft
Der Name des Zunigbaches leitet sich vom Großen Zunig ab. Dieser erhielt seinen Namen durch seine Lage im äußersten Osten der Lasörlinggruppe. Die Wurzel des Namens stammt aus dem Slawischen, wobei zuni/zunaj (außen, außerhalb)  den „äußeren Berg(gipfel)“ bezeichnet. Der Name Ganzbach leitet sich von der gleichnamigen Ortschaft ab.